# Beduído
Beduído é uma localidade portuguesa da cidade e do Município de Estarreja que foi sede da extinta Freguesia de Beduído, freguesia que tinha 20,56 km² de área e 7 544 habitantes (2011), e, por isso, uma densidade populacional de 366,9 hab/km².
A Freguesia de Beduído fextinta em 2013, no âmbito de uma reforma administrativa nacional, para, em conjunto com a Freguesia de Veiros, formar uma nova freguesia denominada União das Freguesias de Beduído e Veiros da qual é a sede.
Era o núcleo da povoação de Estarreja que foi elevada à categoria de cidade em 9 de Dezembro de 2004.

## População
| População da freguesia de Beduído (1864 – 2011) | População da freguesia de Beduído (1864 – 2011) | População da freguesia de Beduído (1864 – 2011) | População da freguesia de Beduído (1864 – 2011) | População da freguesia de Beduído (1864 – 2011) | População da freguesia de Beduído (1864 – 2011) | População da freguesia de Beduído (1864 – 2011) | População da freguesia de Beduído (1864 – 2011) | População da freguesia de Beduído (1864 – 2011) | População da freguesia de Beduído (1864 – 2011) | População da freguesia de Beduído (1864 – 2011) | População da freguesia de Beduído (1864 – 2011) | População da freguesia de Beduído (1864 – 2011) | População da freguesia de Beduído (1864 – 2011) | População da freguesia de Beduído (1864 – 2011) |
| ----------------------------------------------- | ----------------------------------------------- | ----------------------------------------------- | ----------------------------------------------- | ----------------------------------------------- | ----------------------------------------------- | ----------------------------------------------- | ----------------------------------------------- | ----------------------------------------------- | ----------------------------------------------- | ----------------------------------------------- | ----------------------------------------------- | ----------------------------------------------- | ----------------------------------------------- | ----------------------------------------------- |
| 1864                                            | 1878                                            | 1890                                            | 1900                                            | 1911                                            | 1920                                            | 1930                                            | 1940                                            | 1950                                            | 1960                                            | 1970                                            | 1981                                            | 1991                                            | 2001                                            | 2011                                            |
| 2.629                                           | 3.108                                           | 3.200                                           | 3.556                                           | 3.885                                           | 3.878                                           | 4.215                                           | 4.801                                           | 5.672                                           | 6.211                                           | 6.368                                           | 6.976                                           | 6.731                                           | 7.794                                           | 7.544                                           |

Nos censos de 1911 a 1930 figura com o nome de Estarreja

## Património
- Cine-Teatro de Estarreja
- Capelas de São Joaquim e de São Filipe Néri
- Casa da Fontinha
- Monumento aos Mortos da Grande Guerra
- Casa-Museu Marieta Solheiro Madureira
- Casa na Praça Heróis da Grande Guerra
- Quartel dos bombeiros
- Casas de Beduído e de Santo Amaro
- Várias casas seiscentistas
- Um relógio de sol e um nicho no sítio de Santiago
- Oratório numa quinta no lugar Póvoa de Baixo
- Escola Primária do Conde de Ferreira